# Justicia xerobatica
Justicia xerobatica är en akantusväxtart som beskrevs av W. W. Smith. Justicia xerobatica ingår i släktet Justicia och familjen akantusväxter. Inga underarter finns listade i Catalogue of Life.